# Moluques du Nord
Pour les articles homonymes, voir Moluques (homonymie).
Les Moluques du Nord, en indonésien Maluku Utara, sont une province d'Indonésie formée des îles de la partie la plus au nord de l'archipel indonésien des Moluques. Elle est située entre la Nouvelle-Guinée à l'est, les îles de Buru et Seram au sud et Sulawesi à l'ouest. La mer des Moluques est à l'ouest, la mer de Halmahera à l'est. Sa capitale est Sofifi.
Au recensement de 2000, la province comptait 724 900 habitants.

## Histoire
Avec la conversion de son souverain vers 1460, sous l'influence de la principauté musulmane de Gresik à Java, Ternate fut la première contrée des Moluques à s'islamiser. Ceci explique pourquoi contrairement à la partie méridionale de l'archipel, où la christianisation fut importante, les Moluques du Nord sont en grande majorité musulmanes.

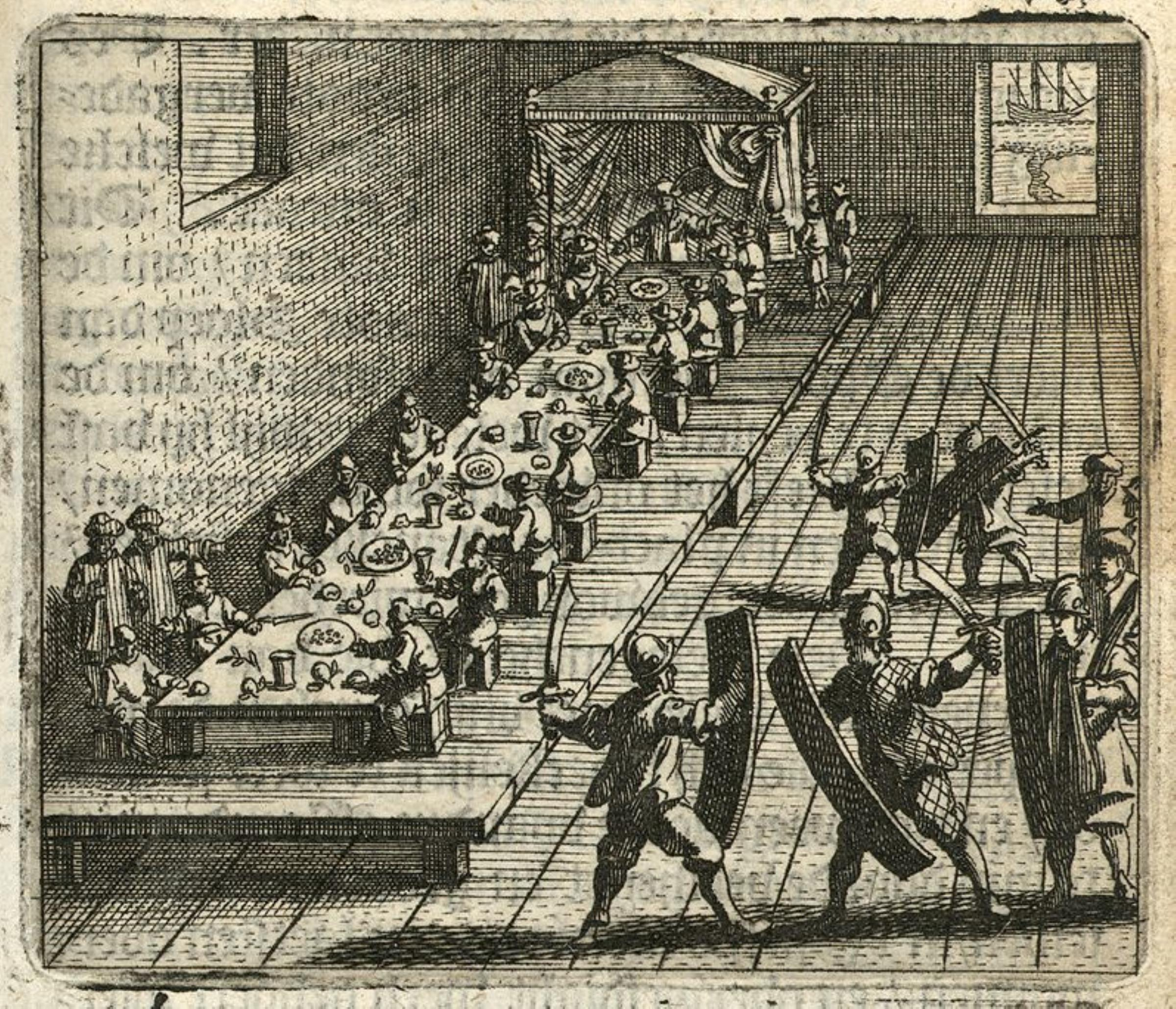
Les Néerlandais divertis par le roi de Ternate

Aux XVIe et XVIIe siècles, les Moluques du Nord furent les premières « îles des épices », la région étant à l'époque l'unique source d'approvisionnement mondiale en clous de girofle. Les Hollandais, les Portugais, les Espagnols et les sultanats locaux de Ternate et de Tidore se disputèrent le contrôle du commerce très lucratif des épices. En fin de compte, les Néerlandais sont sortis victorieux, entamant trois siècles de domination néerlandaise dans la région
Autrefois simple kabupaten (département) de la province des Moluques, les Moluques du Nord ont gagné le statut de province en 1999. Ternate, siège d'un ancien sultanat, fut pendant plusieurs années la capitale provisoire de la province mais, en raison de la rivalité historique de l'ancien sultanat de Tidore voisin, une nouvelle capitale fut créée dans le village de Sofifi, sur l'île de Halmahera, la plus grande des Moluques.

## Démographie

### Religion
|                | Quantité  | %      |
| -------------- | --------- | ------ |
| Islam          | 1 020 356 | 74,75% |
| Protestantisme | 336 800   | 24,67% |
| Catholicisme   | 7 556     | 0,55%  |
| Autres         | 379       | 0,03%  |

## Divisions administratives
La province comprend sept kabupaten :
- Halmahera occidental (Jailolo)
- Halmahera du Sud (Labuha)
- Halmahera central (Weda)
- Halmahera oriental (Maba)
- Halmahera du Nord (Tobelo)
- Îles Sula (Sanana)
- Morotai (Morotai Selatan)

et deux kota :
- Ternate
- Tidore

### Photos
- Photos d'Halmahera
- Photos îles au sud de Ternate